# Hedyjoppa aurantacea
Hedyjoppa aurantacea là một loài tò vò trong họ Ichneumonidae.